# Zygmunt Miłkowski
Zygmunt Miłkowski, noto anche con lo pseudonimo di Teodor Tomasz Jeż (Podolia, 23 marzo 1824 – Losanna, 11 gennaio 1915), è stato uno scrittore polacco.

## Biografia
Nel 1848 prese parte come legionario alla rivoluzione ungherese; costretto a rifugiarsi prima in Turchia e poi (1851) a Londra, svolse varie missioni diplomatiche in Serbia e Modalvia.
Caduto in disgrazia, lavorò come commesso a Costantinopoli dal 1855 al 1858.  Nel 1863 combatté a fianco dei rivoluzionari polacchi; caduto nuovamente in disgrazia, si trasferì (1864) a Belgrado.
Dopo aver vissuto dal 1866 al 1872 a Bruxelles si trasferì in Svizzera, dove morì nel 1915.

## Opere
- Wasyl Hołub (1858)
- Handzia Zahornicka
- Historia o pra-pra-prawnuku
- Hryhor Serdeczny
- Szandor Kowacz
- Ci i tamci
- Asan
- Uskoki
- Narzeczona Harambaszy
- Niezaradni (1884)
- Ofiary (1874)
- Dahijszczyzna
- Rotułowicze
- W zaraniu
- Dersław Z Rytwian
- Za króla Olbrachta
- Nauczycielka
- Emancypowana
- Pamiętniki starającego się
- Od kolebki przez życie
- Nad rzekami Babilonu